# Pnyxia scabiei
Pnyxia scabiei är en tvåvingeart som först beskrevs av Hopkins 1895.  Pnyxia scabiei ingår i släktet Pnyxia och familjen sorgmyggor. Inga underarter finns listade i Catalogue of Life.